# 吐峪沟石窟
吐峪沟石窟（英語：The Tuyoq Buddhist Grottoes）是新疆东部开凿年代最早、规模最大的佛教石窟遗址群。

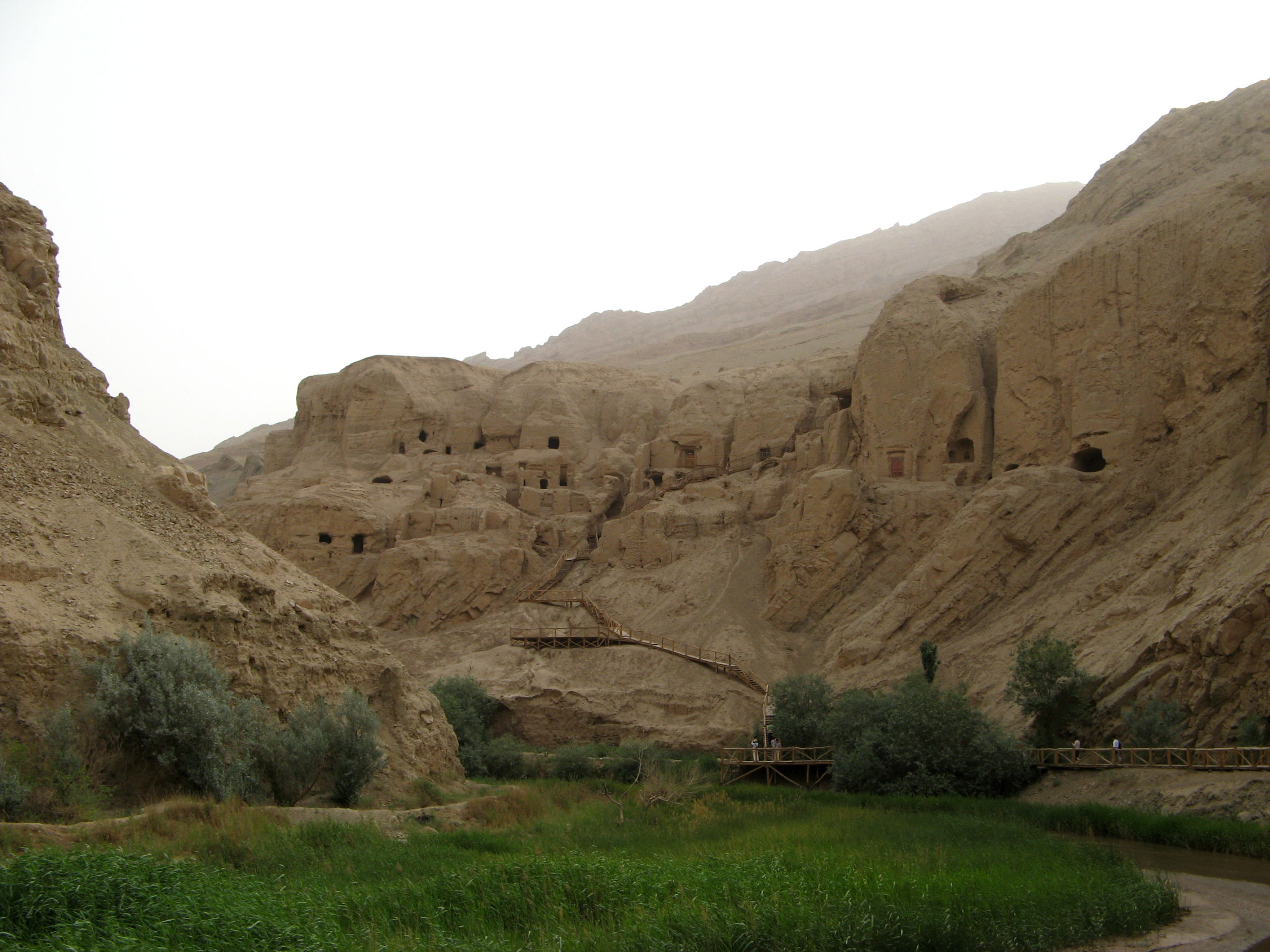
吐峪沟石窟 Michael Gunther摄于2007（1）

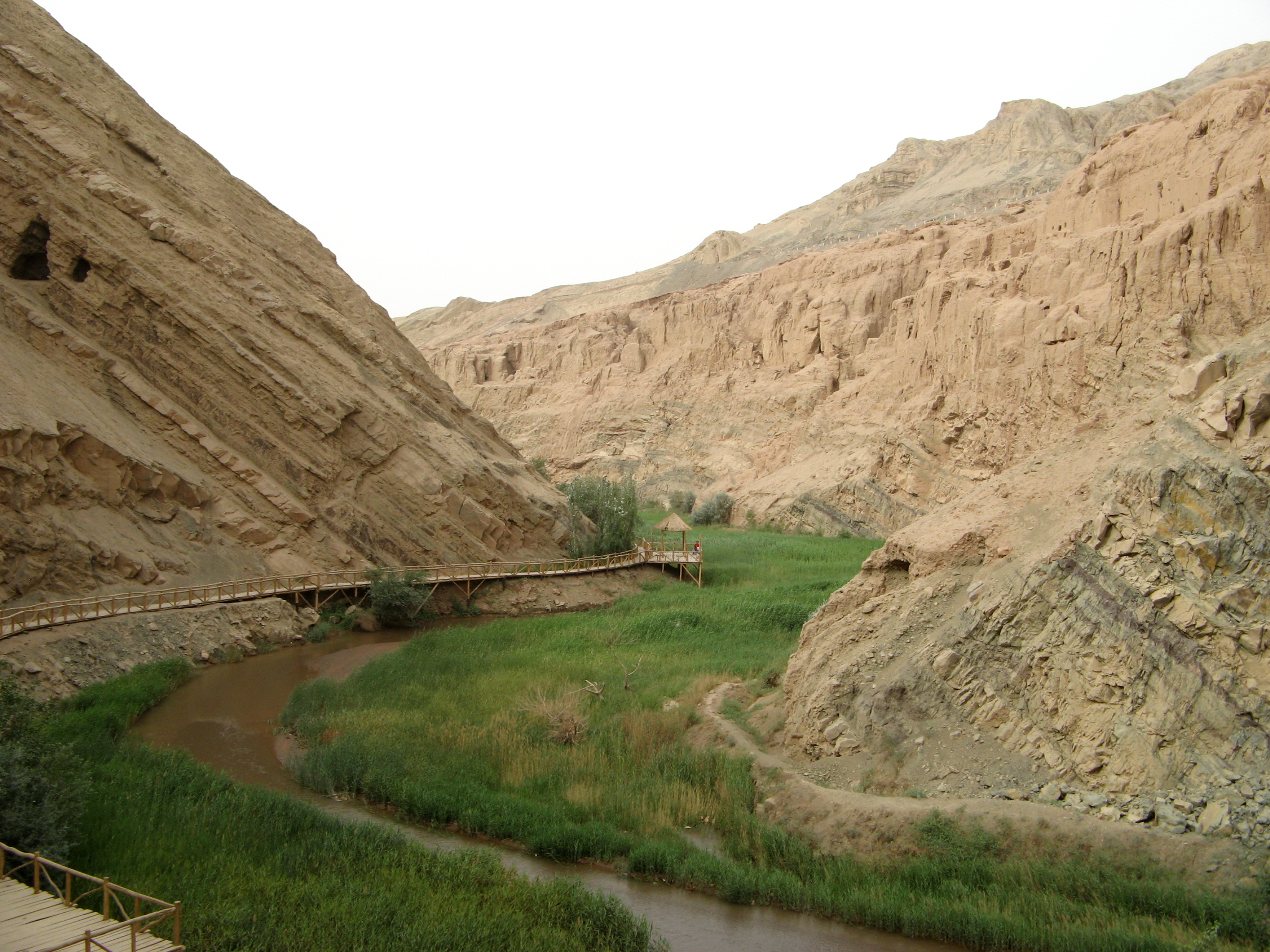
吐峪沟石窟 Michael Gunther摄于2007（2）

## 地理环境信息
吐峪沟石窟位于新疆吐鲁番地区鄯善县吐峪沟乡麻扎村，西南距高昌故城10余公里。这里地处火焰山山脉 , 向南为洋海坎古墓 , 向北则为苏贝希古墓, 为连通火焰山南北的重要通道之一 。追溯到5世纪，吐峪沟石窟的环境比现在更为温暖和湿润，所以在当时，吐峪沟是一处温暖潮湿的绿洲。

## 主要遗迹
现有90余个洞窟，其中有编号46窟，按石窟窟形来分分为方型窟、中心柱窟和纵券顶窟；按类型来分分为支提窟、毗诃罗窟和讲经窟 。

### 沟东区北部上层石窟群
沟东区北部上层石窟群位于沟东最北端。清理发掘的洞窟共计56处，包括礼拜窟、禅窟、僧房窟，以及其他配套生活设施等  。并发现了吐峪沟石窟一些较为重要的遗迹现象包括部分重要石窟 、封闭石窟, 还有窟前建筑遗迹、门道、台阶, 以及各种改建、扩建 、重修现象。

### 沟东区北部下层遗址群
发现1座塔庙窟，1座佛殿窟，窟前平台和寺院北侧墙垣遗迹。寺院北侧墙垣以外为淤泥堆积层，该区域与早期冲沟相连，用于寺院排洪。

### 沟东区南部地面佛寺
回鹘地面佛寺位于沟东区南部，处于山间豁口斜坡上，面西背东，西面正对沟西的霍加姆麻扎。已揭露的部分包括一处佛堂和一组生活设施。

### 沟东区南部遗址群
东区南部遗址群发掘2座僧房窟。出土汉文、回鹘文纸质佛经写本和世俗文书、回鹘文钱币、纺织物及木质建筑构件等遗物。

### 沟西区中区石窟群
西岸中区窟群上下共分为5层，左右依据功用和布局可分为3个部分，规模十分宏大壮观。中区北段由两个中心柱式洞窟、一组禅窟和相关窟前遗迹( 佛塔、僧房等) 构成。两个中心柱式洞窟正面均残存像台，并出土有数量不等的壁画和纸质文书。

### 沟西区北部石窟群
沟西区北部石窟群为上下 4至5层的结构。由于山体崩坏，遗迹损毁较严重。最高一层仅在最西面残存一僧房窟，其余部分完全崩毁。第 2层的遗迹也几乎破坏殆尽，仅余最东侧的中心柱窟。第3层尚有部分残存。只有第4层位置靠下，因而保存遗迹相对较多，现已揭露面积约600平方 米。由于气候 原 因，下层的遗迹尚未完全揭露。已发现的遗迹有中心柱窟、禅窟和僧房窟。

## 近期主要出土文物

### 手稿
2010年，出土了包括汉文、粟特文、藏文、回鹘文、婆罗米文等文字的文书残片。
2015年12月，研究人员发现大量包括回鹘文－汉文双语完整卷轴、书写在桦树皮上的梵文残片、古藏文册页等佛教手稿。
2016年1月，出土了目前最早的《大唐西域记》残卷。
2018年2月，出土了唐玄奘奉诏翻译的佛经《大般若波罗蜜多经》以及“日月星辰”纹样织物。

### 壁画
吐峪沟石窟仅有8窟残存壁画分别是1、12、20、38、40、41、42及44号洞窟。关于壁画内容曾有佛教壁画或摩尼教壁画之争，晁華山认为吐峪沟石窟是一处摩尼古寺遗址，但贾应逸通过对《比丘禅观图》、《无寿佛国图》等壁画的特点认为其不是摩尼教壁画而是佛教壁画。之后的研究例如对38号石窟、44号石窟的研究，学者认为其壁画是收到龟兹文化的影响的佛教艺术画。壁画的内容包括佛或弥勒说法图、千佛和比丘祥观图等。

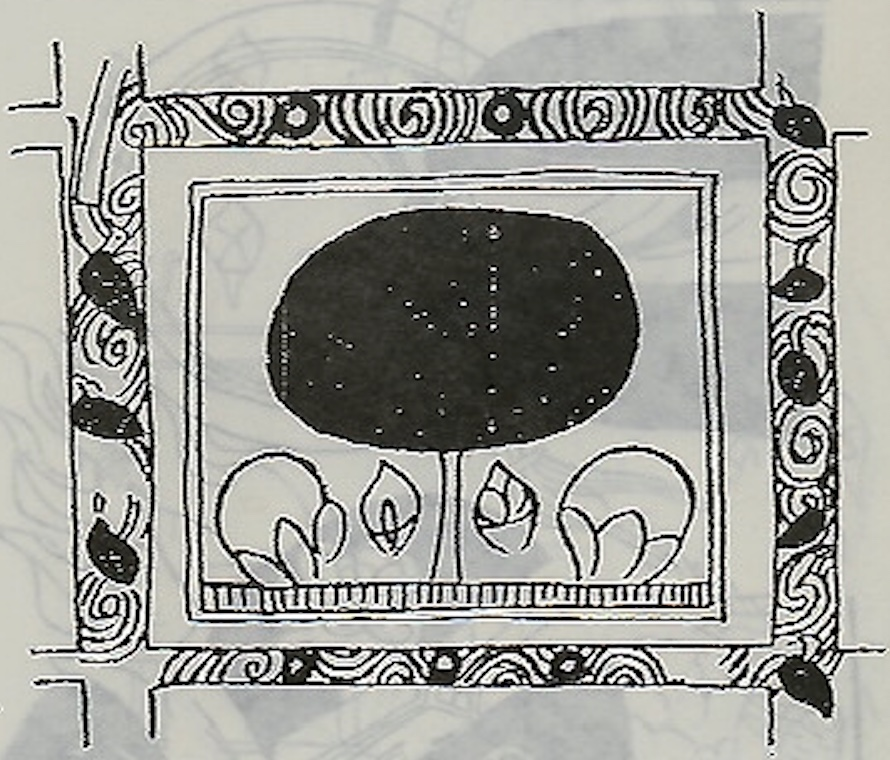
疑似吐峪沟石窟的摩尼教艺术（1）

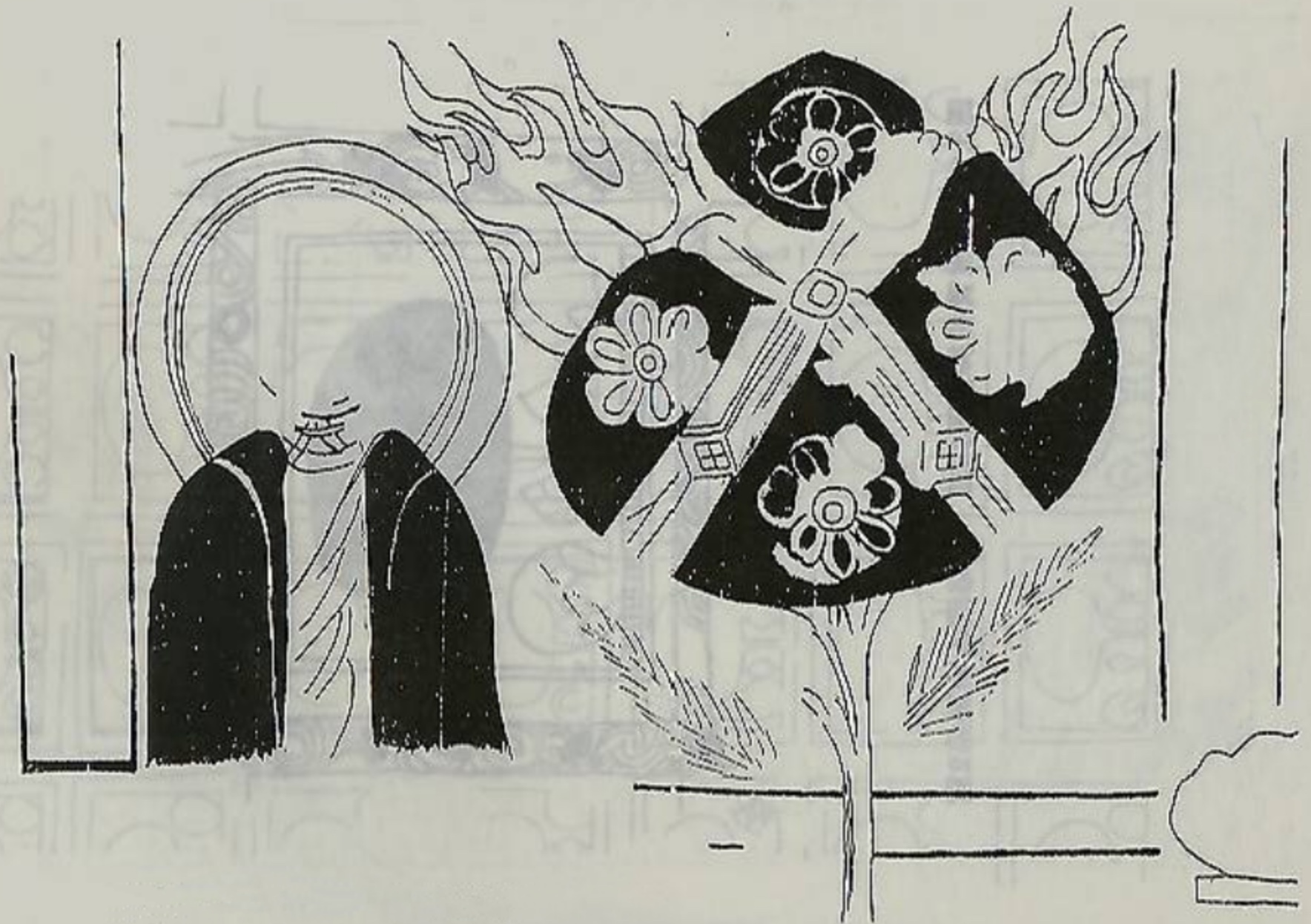
疑似吐峪沟石窟的摩尼教艺术（2）

## 历史
吐峪沟石窟兴建于公元443至460年之间，北凉在这段时期统治着高昌，北凉的统治对高昌佛教的发展起到了非常重要的作用。《北史》记载，高昌国有八城，皆有华人。北凉灭亡后，到麴氏高昌时，皇室对佛教的重视只增不减。据《西州图经》记载，在唐朝时吐峪沟石窟被称为丁谷窟，佛窟规模不减，并有修缮。高昌回鹘期间，石窟被修缮。数百年间，吐峪沟石窟荣登东疆第一宝窟之位。至公元15世纪新疆伊斯蘭化的到来，吐峪沟石窟遭才被废弃。

## 近代考古及现状
19世纪中20世纪初，俄日英德等国探险队先后深入吐鲁番等地，窃取了大量文物包括壁畫、 雕刻、泥塑和各種古代語言寫的手稿 。
其中：
- 1877年，俄国植物学家 A. Regel成为第一个到达此地进行调查的西方学者。而后彼得·库兹米奇·科兹洛夫、克莱门兹等俄国探险家、东方学者分别于1893年、1897年和1912年来到此地并带走了很多壁画及佛教文献并先后出版《1898年圣彼得堡俄国科学院吐鲁番考察报告》、《1898年克莱门兹在吐鲁番的考察》等考察结果。其出土的文物现藏于埃尔米塔日博物馆东方部中国馆[21]。
- 德国探险家阿尔伯特·冯·勒柯克于1904年，在此地发现了很多珍贵的壁画回国后出版发行了《第一次普魯士皇家（ 第二次德國 ） 吐魯番考察隊在中国突厥斯坦記行和考察結果簡報》。1906年至1907年，同样是德国学者阿尔伯特·格伦威德尔（英语：Albert Grünwedel）对吐峪沟进行了更为详细的考察，后出版有《高昌故城及其周边地区的考古工作报告》等考察结果。文物首先被运回国内藏于德国柏林民族博物馆，第二次世界大战期间，部分藏品转移出柏林，其中部分藏品被苏军带走现藏于埃尔米塔日博物馆，剩余由战后运回民俗博物馆，由印度艺术部（今柏林亚洲艺术博物馆管理）[22]。
- 1903年，由大谷光瑞作为领队，由橘瑞超、野村荣三郎等人组成的日本考察团对此地进行了4此考察出土并带走了当时出土的最早的大乘佛教经典抄本。其中部分藏品藏于韩国国立中央博物馆[23]以及日本东京台東区立書道博物館[24]。
- 1907年和1914年，英国考古学家斯坦因对此地进行发掘并出土了汉语和古突厥文的手稿[25]。其中部分藏品藏于新德里国立博物馆[26]。

而后中国考古学家逐渐出现在了此地的考古工作中。
- 1928年及1930年，黄文弼两次对此地进行调查。
- 1953年西北文化局新疆文物考察组对吐峪沟石窟进行考察。
- 1961年，北京大学教授阎文儒应中国佛教协会的委托对吐峪沟石窟进行调查和记录[25]。
- 2010年开始，中国社会科学院考古研究所，吐鲁番研究院，龟兹石窟研究院合作对吐峪沟遗址进行保护性考古发掘，持续至今（2019年）[27]。

政府在遗迹保护上也有贡献：
- 1957年，吐峪沟石窟成为新疆维吾尔自治区文物保护单位。
- 2006年，成为全国重点文物保护单位，并列入为丝绸之路世界文化遗产[25]。
- 2010年，筹划“丝路遗产——吐峪沟大遗址保护”[28]。
- 2015年，《吐峪沟石窟文物保护规划》编制完成[29]。

## 风险及自然灾害

### 地震
据历史文献记载，吐鲁番地区属地震常发区，而且震级多在六级以上，每一次强烈地震的发生，都会带给位于峭壁上的石窟以毁灭性的灾难。特别是1916年左右的一次大地震，几乎百分之九十以上的东西被盖在地底下。

### 拦砂坝
吐峪沟内部有水流经过，故在早期在沟南修建了普通沙石坝。2007年防洪坝被冲毁，落石、山体滑坡和坍塌成为破坏遗迹的因素，并且危险程度逐步家大。2009年，鄯善县水利局在吐峪沟内开始建立拦沙坝并于2011年完工。此举因拦沙坝的水和其他用途的水破坏了石窟岩体使得吐峪沟石窟部分崖体坍塌。